# Olivier Chastel

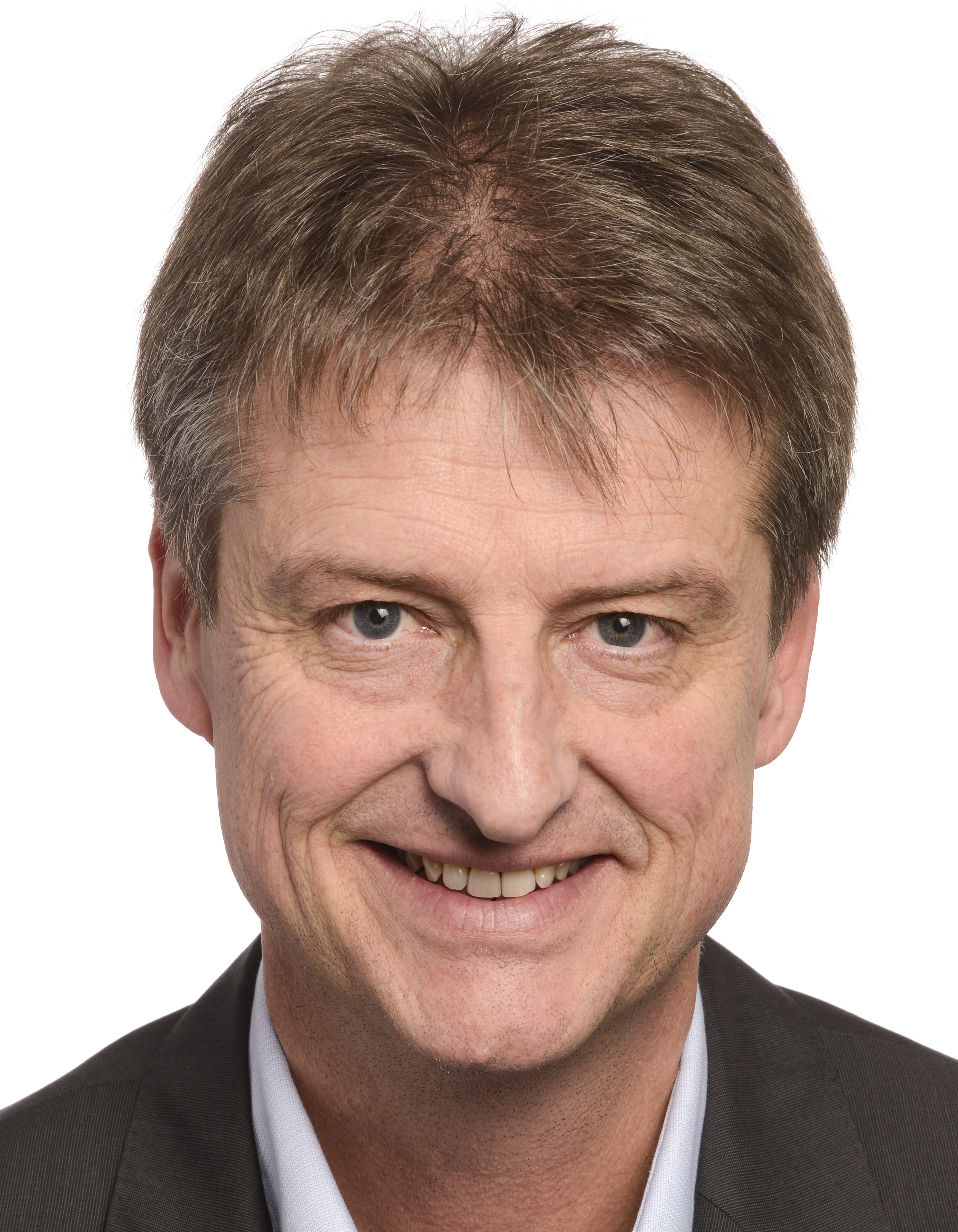
Olivier Chastel (2019)

Olivier Chastel (* 22. November 1964 in Lüttich) ist ein belgischer Politiker des Mouvement Réformateur (MR). Als Lokalpolitiker der Opposition erlangte er in Charleroi Berühmtheit, als er die Fakten aufdeckte, die die sogenannte „Carolorégienne-Affäre“ auslösten und schließlich den wallonischen Ministerpräsidenten Jean-Claude Van Cauwenberghe (PS) stürzten. Bis Oktober 2014 war Chastel amtierender Föderalminister für den Haushalt und Verwaltungsvereinfachung in der Regierung Di Rupo. Seit der Europawahl 2019 ist er Mitglied des Europäischen Parlaments.

## Leben
Olivier Chastel ist studierter Apotheker (Université libre de Bruxelles, 1987). Nach einigen Jahren in der Forschung wechselte er in ein privatwirtschaftliches Pharmaunternehmen.
Seine politische Karriere begann im Jahr 1993, als Chastel in den Gemeinderat von Charleroi gewählt wurde. Den Sprung ins Wallonische Parlament und das Parlament der Französischen Gemeinschaft schaffte er im Jahr 1998 als Ersatzkandidat für den zurückgetretenen Etienne Knoops (PRL). Im Jahr 1999 wurde er in die föderale Abgeordnetenkammer gewählt, deren Vize-Präsident er ab 2003 war. Im Jahr 2004 war Chastel kurzzeitig Kulturminister der Französischen Gemeinschaft, wo er den zurückgetretenen Daniel Ducarme (MR) ersetzte.
Belgienweite Bekanntheit erlangte Oliver Chastel allerdings erst im Jahr 2005, als er einen Expertenbericht über die Veruntreuung von öffentlichen Geldern in der sozialen Immobiliengesellschaft La Carolorégienne veröffentlichte. Dies löste die „Carolorégienne-Affäre“ aus, die zahlreiche Persönlichkeiten der PS-Mehrheit, darunter der diensttuenden Bürgermeister Charles Van Gompel und der wallonischen Ministerpräsidenten Jean-Claude Van Cauwenberghe, zum Rücktritt zwang. Nach den Kommunalwahlen von 2006, bei denen die PS ihre absolute Mehrheit in Charleroi verlor und auf eine Koalition mit der cdH und MR eingehen musste, wurde Chastel Erster Schöffe der Stadt.
Den Sprung in die Föderalregierung schaffte er zunächst als föderaler Staatssekretär für die Vorbereitung der Europäischen Präsidentschaft in der Regierung Leterme I unter Yves Leterme (CD&V). Im Jahr 2011 wurde Chastel kurzzeitig Minister für Entwicklungszusammenarbeit, nachdem Charles Michel (MR) dieses Amt niederlegte, um den Parteivorsitz zu übernehmen.
Von 2011 bis 2014 war Olivier Chastel föderaler Haushaltsminister in der Regierung Di Rupo unter Premierminister Elio Di Rupo (PS). Bei der Wahl 2014 gewann er erneut ein Mandat in der Abgeordnetenkammer.
Bei der Europawahl 2019 trat Olivier Chastel als Spitzenkandidat für das Mouvement Réformateur an. Die Partei verlor deutlich an Stimmen und errang nur noch zwei statt wie zuvor drei Mandate. Chastel gewann neben Frédérique Ries ein Mandat. Beide traten der Renew-Europe-Fraktion bei. Chastel war für seine Fraktion in der 9. Wahlperiode (2019–2024) Mitglied im Haushaltsausschuss, zu dessen stellvertretendem Vorsitzenden er auch gewählt wurde, sowie im Haushaltskontrollausschuss. Des Weiteren war er stellvertretendes Mitglied im Ausschuss für Wirtschaft und Währung sowie im Ausschuss für bürgerliche Freiheiten, Justiz und Inneres. Er ist in der 10. Legislaturperiode (2024–2029) Mitglied im Haushaltsausschuss, im Haushaltskontrollausschuss und im Unterausschuss für öffentliche Gesundheit sowie stellvertretendes Mitglied im Ausschuss für Umweltfragen, öffentliche Gesundheit und Lebensmittelsicherheit.

## Übersicht der politischen Ämter
- seit 1993: Mitglied des Gemeinderates in Charleroi
- 1998–1999: Mitglied des Wallonischen Parlaments und des Parlaments der Französischen Gemeinschaft
- seit 1999: Mitglied der föderalen Abgeordnetenkammer (teilweise verhindert)
- 2004: Minister für Kultur und Medien der Französischen Gemeinschaft
- 2006–2007: Schöffe in Charleroi
- 2008–2011: Föderaler Staatssekretär für die Vorbereitung der Europäischen Präsidentschaft in den Regierungen Leterme I, Van Rompuy und Leterme II
- 2011: Föderaler Minister der Entwicklungszusammenarbeit, mit den europäischen Angelegenheiten beauftragt, in der Regierung Leterme II
- 2011–2014: Föderaler Minister für den Haushalt und Verwaltungsvereinfachung in der Regierung Di Rupo
- 2014–2019: Mitglied der föderalen Abgeordnetenkammer
- seit 2019: Mitglied des Europäischen Parlaments